# Pacer (motorfietsmerk)
Pacer is een historisch merk van motorfietsen.
De bedrijfsnaam was: Millards Cycles, Esplanade, Guernsey.
Dit was een Engels merk dat alleen in 1914 motorfietsen bouwde. Dit waren zo ongeveer de “zwakste” machines die ooit gebouwd zijn: ze waren voorzien van een 116cc-JES-blokje dat slechts 1 pk leverde. Het merk was ook bekend van de Ladies-Pacer, een uitvoering die speciaal voor vrouwen gemaakt was.
De productie eindigde waarschijnlijk door het uitbreken van de Eerste Wereldoorlog, toen de verkoop van motorfietsen in het Verenigd Koninkrijk bijna helemaal tot stilstand kwam.